# De gele Christus
De gele Christus (Frans: Le Christ jaune) is een schilderij van Paul Gauguin uit 1889. Samen met De groene Christus wordt het beschouwd als een van de hoogtepunten van het Symbolisme. Sinds 1946 maakt het werk deel uit van de collectie van de Albright-Knox Art Gallery in Buffalo. 

## Voorstelling
Vanaf 1886 streek Gauguin regelmatig in het Bretonse Pont-Aven neer om er te schilderen. Na zijn beroemde bezoek aan Vincent van Gogh in 1888, zou hij een groot deel van het navolgende jaar in Pont-Aven doorbrengen, onderbroken door een kort bezoek aan de wereldtentoonstelling in Parijs, waar hij zelf ook werk exposeerde tijdens de dramatisch verlopen tentoonstelling bij Volpini. Kort na zijn terugkeer in Bretagne schilderde hij De gele Christus. Gauguin had een geel kruisbeeld uit de zeventiende eeuw in de kapel van Trémalo net buiten Pont-Aven ontdekt. Dit werk van een anonieme kunstenaar was een bron van inspiratie voor Gauguin, die bijzonder geïnteresseerd was in eenvoudige volkskunst.
Op het schilderij zijn drie vrouwen in klederdracht te zien, biddend bij een kruisbeeld dat aan hen in een visioen verschijnt. De gele kleur van Christus verbindt hem met het herfstlandschap op de achtergrond. Deze koppeling heeft ook een symbolische betekenis, waarbij de herfst staat voor de kruisiging, gevolgd door de dood van Christus (winter) en de wederopstanding (lente).
De gele Christus geldt als het schoolvoorbeeld van het cloisonnisme, een postimpressionistische stroming die veel gebruik maakte van heldere kleurvakken omgeven door donkere contourlijnen. Vaak wordt afgezien van een correct perspectief of clair-obscur. Het schilderij maakt hierdoor een zeer platte indruk en schaduwen komen alleen bij de drie vrouwen voor. Gauguins sterke interesse voor kleur en geel in het bijzonder, zelfs een voorbereidende schets werd op geel papier getekend, werd door zijn samenwerking met Van Gogh verder aangewakkerd. 
Later in 1889 dook De gele Christus nogmaals op in het werk van Gauguin, als een schilderij in een schilderij. Op een zelfportret is immers een deel van De gele Christus te zien (in spiegelbeeld). Hierbij valt ook enige gelijkenis tussen het gezicht van Jezus en de kunstenaar op. Gauguin, die aan veel kritiek bloot stond, lijkt een parallel te willen trekken tussen het lijden van Jezus en van de kunstenaar.

## Herkomst
De gele Christus was achtereenvolgens in bezit van Gauguins vriend Émile Schuffenecker, de schilder Gustave Fayet en de kunsthandelaar Paul Rosenberg. Hoewel het schilderij voor de inval van Nazi-Duitsland voor de veiligheid naar Bordeaux was gebracht, viel het in 1941 toch in handen van de bezetter. Na de oorlog dook het doek op in Parijs, waar Rosenberg het in 1945 terug ontving. Een jaar later verkocht hij het aan de Albright-Knox Art Gallery. 

## Afbeeldingen

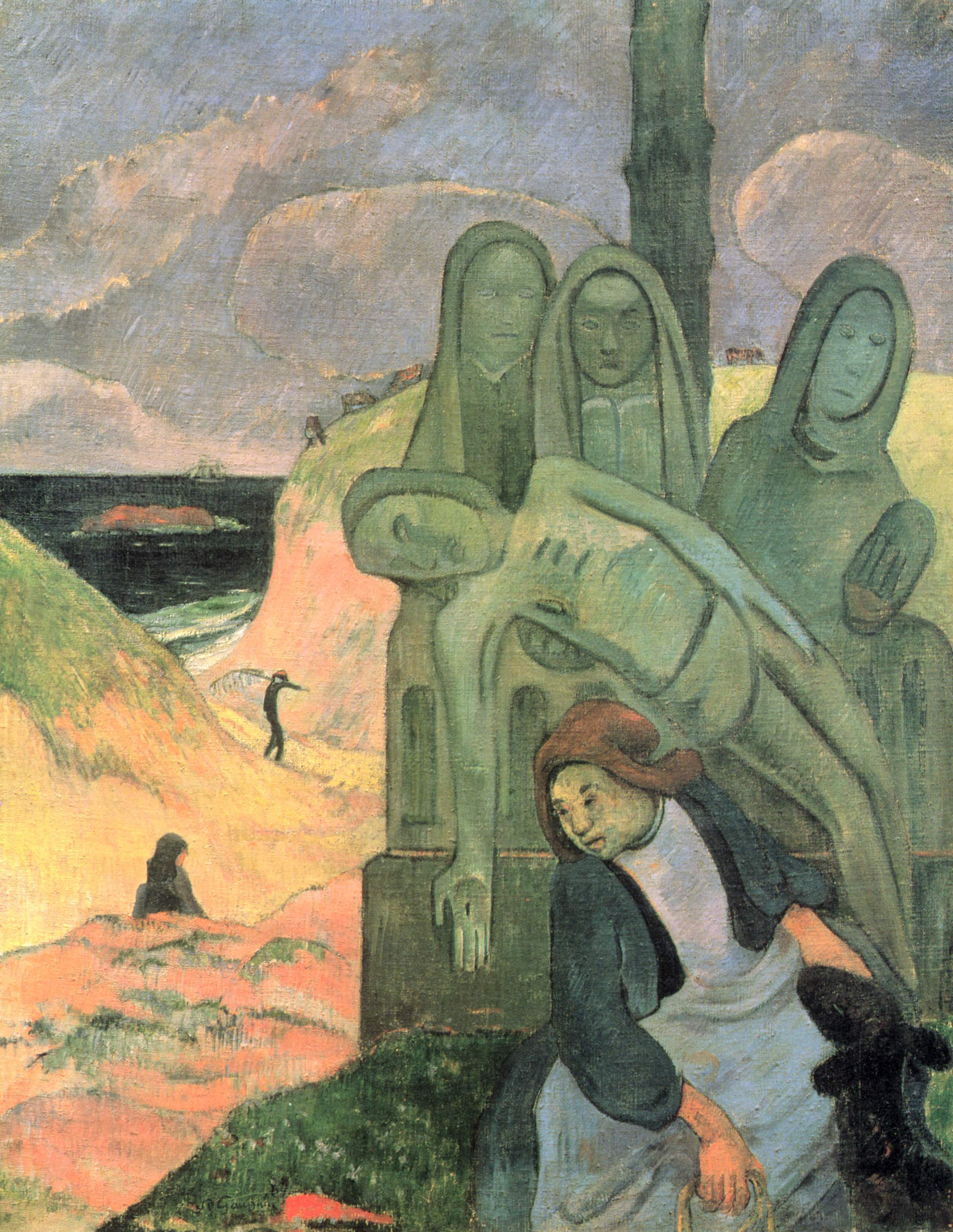
De groene Christus (1889)
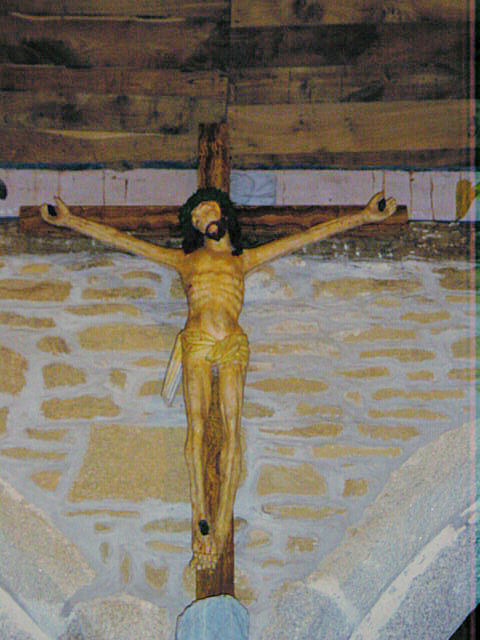
Kruisbeeld van Trémalo, Pont-Aven
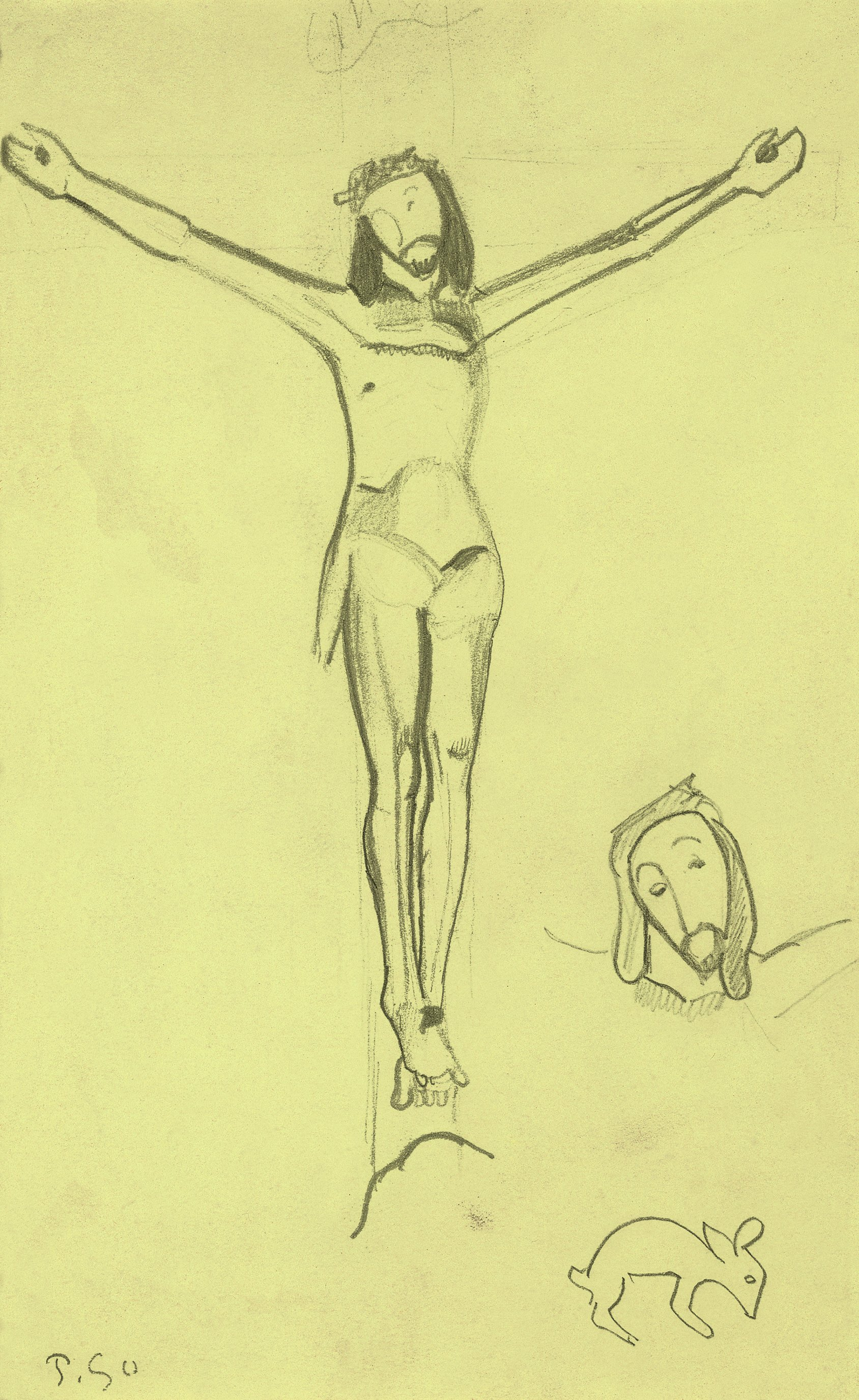
voorbereidende schets
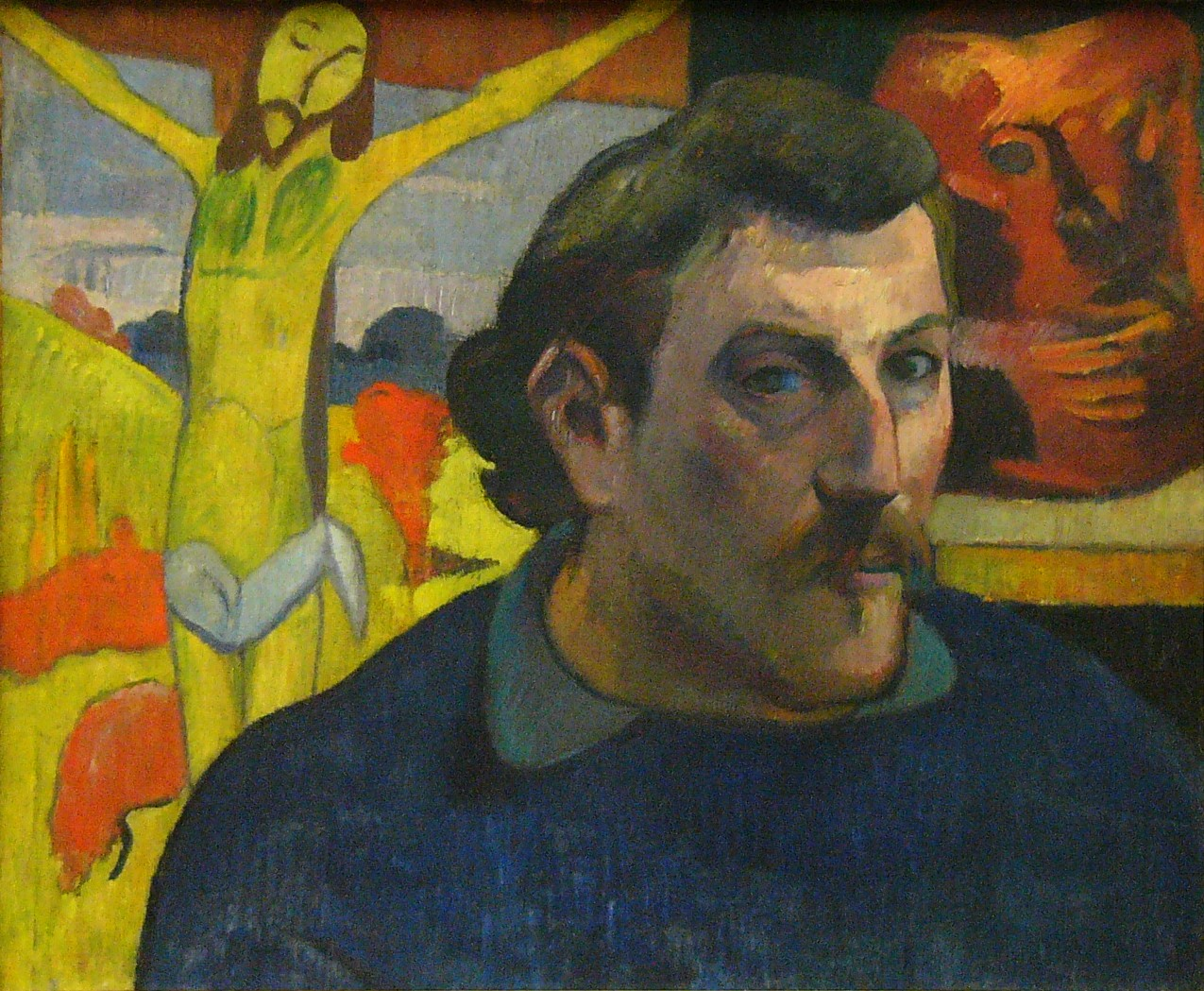
Zelfportret met de gele Christus (1889)